# Grates nunc omnes

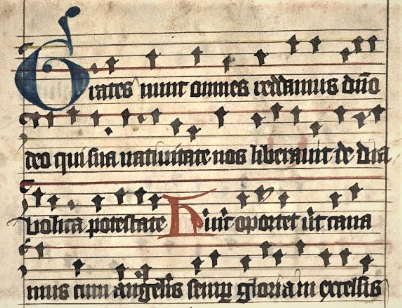
Grates nunc omnes, Handschrift des 15. Jahrhunderts, Stadtbibliothek Lübeck

Grates nunc omnes lauten die lateinischen Anfangsworte der Sequenz der Mitternachtsmesse zu Weihnachten.

## Geschichte
Die Sequenz stammt aus dem 11. Jahrhundert und ist erstmals in einem Regensburger Tropar von 1030 belegt. Sie ist im achten Kirchenton komponiert und ist im von der Druckerei von Lucantonio Giunta in Venedig gedruckten Choralbuch von 1527 noch enthalten. Sie gehört allerdings zu der Vielzahl von Sequenzen, die seit der Reform des Konzil von Trient in der Mitte des 16. Jahrhunderts nicht mehr Teil der offiziellen römisch-katholischen Liturgie sind.
Die Sequenz wurde auch zur Kommunion und als Prozessionsgesang verwendet. Im 14. Jahrhundert entwickelte sich der Brauch, sie responsorisch mit einer deutschen Strophe (Leise) zu verbinden. Die Leise Lovet sistu Ihesu Crist ist erstmals in einer mittelniederdeutschen Handschrift von 1380 aus dem Zisterzienserinnen-Kloster Medingen belegt. Aus dieser Kontrafaktur schuf Martin Luther unter Hinzufügung von sechs weiteren Strophen  das Weihnachtslied Gelobet seist du, Jesu Christ (EG 23, GL 252).

## Text und Übersetzungen
| Latein | Übersetzung (Gesangbuch von Michael Vehe, 1537) | Übertragung (14. Jahrhundert, Martin Luther)                                                                                             |
| --- | --- | --- |
| Grates nunc omnes reddamus Domino Deo qui sua nativitate nos liberavit de diabolica potestate. Huic oportet ut canamus cum angelis semper sit gloria in excelsis. | Dank sagen wir alle mit Schalle dem Herrn unserm Gott der durch sein Geburt uns erlöset hat von der teuflischen Macht und Gewalt. Dem sollen wir mit seinen Engeln fröhlich singen allzeit Preis in der Höhe. | Gelobet seist du, Jesu Christ, dass du Mensch geboren bist von einer Jungfrau, das ist wahr, des freuet sich der Engel Schar. Kyrieleis. |